# Lorenzo Astiria
Lorenzo Astiria o Lorenzo D'Astiria  (1604 - 5 de enero de 1678) fue un obispo católico español de Malta en el siglo XVII.

## Primeros años
Astiria nació en Tarazona en la provincia de Zaragoza, España, en 1604. Fue ordenado sacerdote de la Soberana Orden Militar de Malta el 22 de abril de 1628.

## Obispo de Malta
El 16 de junio de 1670, el papa Clemente X nombró a Astiria para suceder a Lucas Buenos como Obispo de Malta. Fue consagrado obispo el 6 de julio de 1670 por el cardenal Carlo Carafa della Spina.
Durante su episcopado visitó y consagró numerosas iglesias, como Nuestra Señora de Piedad en Xewkija, Gozo. Las crónicas narran que el obispo Astiria dio permiso para la reapertura de la iglesia, que había cerrado, ya que Petronilla Pontremoli prometió celebrar el festín de Nuestra Señora y distribuir pan a los pobres. También se narra que el 30 de septiembre de 1671 el obispo Lorenzo Astiria hizo una visita pastoral a Mqabba. Asimismo, también bendijo la capilla de San Ángel en Żejtun y la capilla de Santa Ana localizada en una área llamó Pwales, cerca de la bahía de San Pablo. Esta última iglesia fue bendecida el 1 de julio de 1672. El 26 de septiembre de 1673 también visita la capilla de la Anunciación en Balzan donde dispone la transferencia de los cadáveres enterrarados en la capilla a la iglesia parroquial.  También durante esta visita ordena que el altar principal fuera transferido a la iglesia parroquial. El obispo Astiria es también responsable de la reapertura de la capilla de la Asunción, hoy en día conocida como Ta' Pinu, en Għarb, Gozo.
Durante su episcopado un gran número de personas murieron como consecuencia de la peste entre 1675 y 1676. Se estima que fallecieron alrededor 11.000 personas. Lorenzo Astiria murió el 5 de enero de 1678.